# Alfonso Carafa
Alfonso Carafa (16 de julho de 1540 - 29 de agosto de 1565) foi membro de uma das mais antigas famílias nobres de Nápoles e cardeal da Igreja Católica Romana. Seu pai era Antonio, Marquês de Montebello, cujo tio, Gian Pietro Carafa, ascendeu ao trono papal em 1555, como Papa Paulo IV.
Alfonso entrou na Cúria Romana pela família de Gian Pietro Carafa em 1548. Seu tio-avô continuou a beneficia-lo como papa, nomeando-o como protonotário apostólico e insistindo que o menino dormisse em seus aposentos privados. Em março de 1557, foi promovido ao cardinalato e algumas semanas mais tarde, foi feito arcebispo de Nápoles. Depois da desgraça de seus tios Carlo e Giovanni em janeiro de 1559, Alfonso assumiu o papel de cardeal-sobrinho nos últimos meses do pontificado de Paulo.
Em junho 1560, foi preso por ordem do novo papa Pio IV e, juntamente com seus dois tios, foi preso no Castelo de Santo Ângelo sobre acusações de corrupção e roubo de propriedade papal. No entanto, recebendo muito mais simpatia do que seus desprezados tios, Alfonso foi poupado da execução. Em abril 1561, foi libertado e em 1562 retornou à sua arquidiocese.
Faleceu de uma febre em 29 de agosto de 1565 com idade de apenas 25 anos.